# تردد تكرار النبضة
تردد تكرار النبضة (بالإنجليزية:  (Pulse repetition frequency (PRF)‏ هو عدد النبضات خلال وحدة زمن معينة (مثلاً، ثوانٍ). لتردد تكرار النبضة أهمية خاصة في نمط دوبلر النبضي.